# کوه دانکین
کوه دانکین (به انگلیسی: Mount Donkin) یک کوه در کانادا است که در بریتیش کلمبیا واقع شده‌است. کوه دانکین ۲٬۹۴۰٫ متر بالاتر از سطح دریا واقع شده‌است.